# 13 game sayawng
13 game sayawng (títol original en thai: 13 เกม สยอง) és una pel·lícula tailandesa dirigida per Chookiat Sakveerakul (també conegut com a Ma-Deaw Chukiatsakwirakul o Matthew Chukiat Sakwirakul), estrenada a Tailàndia el 6 d'octubre de 2006.
La pel·lícula s'ha donat a conèixer amb una inusual multiplicitat de títols, com ara: Level Thirteen, Desafios Mortais, 13: Hra smrti, 13: Game of Death, 13 Game Sayong, 13 game sayawng aka, 13 game sayawng, 13 Game Of Death, 13 Desafios, 13 Beloved, o simplement, 13. De tots ells, el més divulgat a tot el món és 13 Beloved.
13 game sayawng és el segon llargmetratge del director Chookiat Sakveerakul, qui el 2004 havia dirigit Pisaj, una pel·lícula de terror. Es tracta, en realitat, d'una adaptació de l'episodi 13 Quiz Show de la novel·la gràfica (o, llibre de butxaca, com es diu a Tailàndia) My Mania d'Eakasit Thairaat, coguionista de la producció.

## Argument
Phuchit Pungnatong és acomiadat de la feina per no arribar a les expectatives que li exigeix l'empresa d'instruments musicals en la qual treballa. Phuchit ha de fer front, aleshores, a grans deutes acumulats en els darrers anys i que únicament podrà liquidar si succeeix un miracle. Phuchit sent que està vivint un mal son, el pitjor dia de la seva vida. Just en aquest moment rep una misteriosa trucada al seu telèfon mòbil convidant-lo a participar en un joc, una mena de reality show misteriós, que consisteix a superar 13 proves.
Per cada prova superada se li ingressarà al seu compte una quantitat considerable de diners. La primera prova sembla fàcil: matar una mosca, però a mesura que la quantitat de diners ascendeix, les proves es tornen progressivament cada vegada més complexes, degradants i perilloses. Per Phuchit superar totes les proves representa guanyar una quantitat enorme de diners amb la qual cosa podria resoldre definitivament tots els seus problemes econòmics. La xifra final del premi és de 100 milions de Baht. És per això que Phuchit acaba acceptant la proposta i decideix participar en el concurs.
Els seus plans, però, es veuran truncats després d'un fet sinistre extraordinari que capgirarà la història.

### Les 13 proves
| 1  | Matar una mosca. |
| 2  | Menjar-se la mosca.                                                                                                 |
| 3  | Fer plorar a tres nens.                                                                                             |
| 4  | Pegar a un captaire i robar-li els diners.                                                                          |
| 5  | Menjar-se un plat de femta servida a ell en un restaurant.                                                          |
| 6  | Donar el mòbil a un home mentalment inestable a la parada de l'autobús i prendre un altre mòbil a un grup de joves. |
| 7  | Treure el cos d'un ancià d'un pou.                                                                                  |
| 8  | Colpejar al nòvio nou de la seva exnòvia Maew amb una cadira.                                                       |
| 9  | Trobar una dona en un hospital i treure-la fora esquivant la policia.                                               |
| 10 | Estirar un cordill per estendre roba ajudant així a una vella.                                                      |
| 11 | Matar a Tong o al seu gos.                                                                                          |
| 12 | Esbudellar unes vaques i trobar una clau en els seus intestins.                                                     |
| 13 | Matar a John Adams el seu pare.                                                                                     |

## Personatges
Phuchit Pungnatong (Krissada Sukosol) és el protagonista principal de 13 game sayawng. Es presenta, en principi, com un individu més aviat retret i sense massa matisos. No obstant això, encaixa a la perfecció amb l'ambient de comèdia negra i terror psicològic que persegueix la producció.
Tong (Achita Sikamana) i Surachai (Sarunyu Wongkrachang) són altres personatges decisius del film. El primer, Tong, és una companya de feina i amiga de Phuchit, molt preocupada pel comportament estrany del seu col·lega; particularment, des que el va enxampar a la feina empassant-se una mosca. Surachai és un detectiu de policia que pretén atrapar a Phuchi quan aquest comença a saltar-se les lleis.
La xicota de Phuchit, Maew (Namfon Pakdee), també representa un paper significatiu. Ella l'abandona per convertir-se en una estrella del Pop. Per superar la prova 8, Phuchit haurà de colpejar amb una cadira al nou promés de la seva estimada. En les versions anglòfones de la pel·lícula, per raons comercials, Maew canvia el seu nom per Mona.
En el film també apareixen la mare (Sukanya Kongkawong) i el pare (Philip Wilson) de Phuchit. El pare és un individu cruel que colpejava a Phuchit quan aquest era un nen i li destrossava les joguines. En la prova 13, Phuchit haurà d'enfrontar-se al seu pare, el qual apareix lligat a una cadira de rodes i encaputxat, i apunyalar-lo.
13 game sayawng presenta un bon registre de personatges principals i secundaris que van apareixent esglaonadament aconseguint, segons algunes crítiques, bons moments d'adrenalina, emoció i humor negre.

## Producció
La producció de 13 game sayawng va ser responsabilitat de Sahamongkol Film International Co. Ltd., societat tailandesa líder al país en el negoci del cinema. La mateixa empresa també va ser l'encarregada de la distribució de la pel·lícula. Prachya Pinkaew i Sukanya Vongsthapat van assumir el compromís d'aconseguir els diners, reunir l'equip de treball, planificar el rodatge i signar els acords de distribució, entre altres qüestions. El pressupost del film va ser de 400.000 $ (14.301.036,83 Baht).

### Càsting
La persona responsable de la selecció d'actors i actrius va ser el tailandés Pithan Chokijgran, director de càsting de l'equip de producció. La llista de protagonistes i actors i actrius secundàries, sense oblidar els i les extres és certament llarga. Alguns dels artistes seleccionats i seleccionades compaginen el seu treball en el cinema amb altres carreres professionals de l'àmbit artístic, com ara, la música.

### Llocs de rodatge
Els fets que narra la pel·lícula es desenvolupen a Bangkok, en un sol dia. Les primeres escenes mostren un entorn urbà anodí, el qual es transmuta ben aviat en un ambient estrany i sinistre.
Les localitzacions de la primera meitat de la pel·lícula són totalment mundanes: un mercat de carrer, un restaurant xinès, una parada d'autobús, una oficina, etc. A mesura que la història avança se succeeixen canvis sobtats d'ubicació, interiors i exteriors s'intercalen a un ritme vertiginós amb l'objectiu de presentar una ciutat ancorada en la tecnologia interactiva, aliena als llaços interpersonals i mancada de compassió.
A la segona part el festival de sang escenificat porta l'espectador a un regne més sobrenatural i menys plausible.

### Exhibició i distribució
Després del llançament oficial a Tailàndia el 2006, la pel·lícula es va presentar als cinemes de Singapur i Japó el mes de juny de 2007. A Nord-america es va estrenar en el marc del Festival de Fantasia de Mont-real el 2007. A Hong Kong, però, la pel·lícula no es va poder veure a les sales fins al 2008. El 2007 es va publicar a Singapur el DVD de la pel·lícula amb subtítols en anglès i un any més tard als EUA.

### La trilogia
Des del principi el projecte es va idear com una trilogia. La pel·lícula va estar precedida per una sèrie de curtmetratges, la suma dels quals constituí una preqüela intitulada 12 begin. Aquesta preqüela es va exhibir a les sales de cinema com a part de la campanya promocional de la preestrena de 13 game sayawng. Alguns anys més tard, el 2009, es va estrenar la seqüela, 14 sayawng.

## Música
La banda sonora de la pel·lícula és obra del compositor i actor tailandès Kitti Kuremanee, nascut a Chiang Mai, va estudiar trompa i composició a Tailàndia i, més tard, a Anvers, Bèlgica, composició contemporània. La seva participació a 13 game sayawng va propiciar que es reconegués la seva obra. Al llarg de la seva vida professional ha guanyat molts trofeus i premis.

### Cançons
- HOME. Lletra: Md Sponx. Interpretada per Nb Sponx i Napassorn Suwanprokorn.
- REACH. Lletra: Md Sponx. Interpretada per Krissada Sukosol.

## Crítica
13 game sayawng va arribar a ser número 1 en els cinemes de Tailàndia. La primera setmana de projecció va guanyar 266.218 $, superant així la pel·lícula Rob-B-Hood, número 1 de la setmana anterior.
La pel·lícula va ser aclamada per la crítica i va rebre nombrosos premis. Moltes veus de renom i projecció internacional varen elogiar el treball, com ara, Kong Rithdee, del Bangkok Post o Maggie Lee, del Hollywood Reporter.
| «                            | ...pel·lícula comercial ambiciosa i intel·ligent amb algunes deficiències que no són més que el resultat de la presa de riscos en lloc de la incompetència... | » |
| — Kong Rithdee, Bangkok Post | |   |

| «                                | ...un d'aquests thrillers de suspens aconseguit que es munten l'escenari de tensió a poc a poc... ...una exploració inflexiblement cínica del cor humà des de la foscor fins a un clímax edípic, un dia de festa per als freudians... | » |
| — Maggie Lee, Hollywood Reporter | |   |

## Al voltant de13 game sayawng

### Anecdotari
- Tot i que l'acció de la pel·lícula es desenvolupa únicament en un dia, la filmació va durar gairebé set mesos.[5]
- Per superar la prova 5 Phuchit ha de menjar-se un plat d'excrements. A la pel·lícula (min 32) es veu com el protagonista es menja aquest plat, que en realitat era una barreja de dúrio, xarop i cacauets.[5]
- En el diari que fa servir Phuchit per matar la mosca a la primera prova (min 19) es pot veure amb claredat la fotografia de Thaksin Shinawatra, primer ministre de Tailàndia d'aleshores.[5]
- L'actor Krissada Sukosol Clapp, que interpreta a Phuchit, desenvolupa en paral·lel una reeixida carrera com a cantant Pop.
- El compositor de la banda sonora, Kitti Kuremanee, surt a la pel·lícula en el paper de Mestre Chang.

### Pífies i errades
- Durant la prova 7 (min 54) Phuchit llança a l'aire el braç d'un cadàver. El cable connectat al braç, que l'ajuda a fer la trajectòria adequada i que no s'hauria de veure, és clarament visible.[5]

## Repartiment
Ordre segons els crèdits,
- Krissada Sukosol | Phuchit Puengnathong
- Achita Sikamana | Tong
- Sarunyu Wongkrachang | Surachai
- Nattapong Arunnate | Mik
- Namfon Pakdee | Maew
- Piyapan Choopech | Chalerm
- Philip Wilson | Pare de Phuchit
- Sukanya Kongkawong | Mare de Phuchit
- Nakarin Triemmareng | Phuchit amb 8 anys
- Chano Pemberger | Phuchit amb 11 anys
- Stuart Nombluez | Phuchit amb 14 anys
- Suttipong Satjachoktam | Noi dolent
- Nuttakrit Boonannatanasarn | Noi dolent
- Chanunpong Peungrargdee | Noi dolent
- Pasnani Chinsatapornchok | Noi dolent
- Ittipol Silaorn | Noi dolent
- Pongsanart Vinsiri | Somboon
- Ple Pised | Prem
- Pawittra Buranankorn | Secretari de Somboon
- Ekkachai Sengprieng | Guàrdia de seguretat
- Suthon Wechkama | Home boig
- Phusanisa Kitikriengkrai | Kae
- Panissara Phimpru
- Pawenooch Pangnakorn | Mestre d'escola bressol
- Lawan Hiwpong | Mestre d'escola bressol
- Nontapat Worratammatip | Estudiant
- Sahatsawat Thonginn | Estudiant
- Titanart Fhasawang | Camarera
- Boogburg Jatkarn | Policia
- Damrongsak Ruengsri | Policia
- Damrongpol Ruengsri | Policia
- Anucha Kansa | Policia
- Panayakorn Sornmayura | Policia
- Aumnuay Inntarachai | Policia
- Burin Supapan | Policia
- Sumran Junkong | Policia
- Phuttiphong Preedaned | Policia
- Jaruwat Thongboran | Policia
- Chalongrat Thongkam | Policia
- Tanespol Wisitchanachai | Policia
- Poon Tabthong | Dona vella
- Nuttakit Soparp | Infermer
- Sarunya Chuenka | Infermera
- Ployparin Tamsut | Infermera
- Suppaluck Wiwattanamaythakul | Infermera
- Thonginn Rungsiri | Guàrdia de seguretat de l'hospital
- Maytha Seritanawong | Inspector de policia
- Pimol Chokgumnerd | Capità de policia
- Pit Imerb | Daeng
- Somsak Sararit | Dum
- Pranee Junkaew | Keaw
- Wanlop Thientong | Chew
- Pornchai Piboontanakeat | Fill de Chew
- Aornsajee Silawan | Filla de Chew
- Armornpol Jiemwongsirikul | Tee
- Nuttaporn Junplengkeaw | Muay
- Jumpa Klinkhom | Conductor de taxi
- Kasem Songkeaw | Captaire
- Nuttapach Somsup | Samarità a la comissaria de Policia
- Sompong Thawee | Mestre Winai
- Kitti Kuremanee | Mestre Chang
- Supat Keawkulwanich | Professor de música
- Wuttichai Tookaew | Estudiant de tecnología
- Phaisarn Choorat | Estudiant de tecnología
- Paiboon Siri | Estudiante de tecnología
- Tuentanon Chankiat | Estudiant de tecnología
- Sittichai Phoomsirikorn | Comerciant d'alimentació
- Thitipa Boonsook | Comerciant d'alimentació
- Nawanun Bumroongruek | Periodista del Canal 7
- Sommart Chokmungmeepisarn | Membre del Club de motos
- Ronnachai Sanguanthai | Membre del Club de motos
- Sarawut Boatkhuntod | Membre del Club de motos
- Chaiwat Boonleang | Membre del Club de motos
- Natawut Kaewjanpetch | Membre del Club de motos
- Panupol Krudsaisa-ard | Membre del Club de motos
- Tawan Pansavat | Membre del Club de motos
- Anont Youngdee | Membre del Club de motos
- Chaisith Korsantiruk | Membre del Club de motos
- Songklod Sathonhon | Membre del Club de motos
- Adirach Khaochareow | Membre del Club de motos
- Tossapol Khimpai | Membre del Club de motos
- Isares Srilert | Membre del Club de motos
- Kriangkrai Dasue | Membre del Club de motos
- Gailawat Sukkaew | Membre del Club de motos
- Neeranuch Khomsorn | Membre del Club de motos
- Napalai Rengnarong | Membre del Club de motos
- Siriluk Kitchanawong | Membre del Club de motos
- Ousanee Songprakhon | Membre del Club de motos
- Sarocha Gainart | Membre del Club de motos
- Salaithip Charubhumi | Veu dels 13
- Kingkarn Kerdkaew | Veu dels 13
- Teemah Kanjanapairin | Veu dels 13
- Atchara Mahayotsanun | Veu dels 13
- Sujinda Zhartthog | Veu dels 13
- Sananjit Bangsapan | Veu dels 13
- Vorot Veerapunpong | Veu des 13

## Premis i nominacions

### Premis
- 2008 | Festival Internacional de Cinema Fantàstic de Brussel·les.[28][29][30]
  - Premi: El Corb d'or
- 2007 | Festival Internacional de Cinema Fantàstic de Puchon.[28][31]
  - Premi: El millor de Puchon
  - Premi: Festival Europeu de Cinema Fantàstic de la Federació Asiàtica
- 2007 | Premis de l'Associació Nacional de Cinema Tailàndia.[28][32]
  - Premi: Millor Actor: Krissada Sukosol
  - Premi: Millors Efectes Visuals

### Nominacions
- 2007 | Premis de l'Associació Nacional de Cinema Tailàndia.[28][32]
  - Millor Imatge
  - Millor Actriu de Repartiment: Achita Sikamana
  - Millor Director: Chookiat Sakveerakul
  - Millor Guió: Chookiat Sakveerakul, Eakasit Thairaat
  - Millor Fotografia: Chitti Urnorakankij
  - Millor Direcció d'Art: Sira Talthong
  - Millor Edició: Chookiat Sakveerakul
  - Millor cançó original, per la cançó Baan khawng rao (en anglès, Our Home)
  - Millor Maquillatgeː Phusanisa Kitikriengkrai

## Context històric
13 game sayawng s'estrenava a Tailàndia un mes després del cop d'estat del 19 de setembre de 2006, perpetrat per forces militars lleials al rei de Tailàndia. El cop estava dirigit contra el primer ministre Thaksin Shinawatra, acusat de corrupció, i les controvertides operacions financeres de la seva família.
La comunitat internacional va condemnar el cop de manera gairebé generalitzada, encara que amb diferents matisos. Estats Units, la Unió Europea i Rússia es van mostrar contraris, la Xina va manifestar que no es pronunciaria sobre la situació, les Nacions Unides van demanar el retorn a la normalitat democràtica, el Fons Monetari Internacional i el Banc Mundial van mostrar la seva preocupació pels fets, organitzacions de drets humans van criticar la consegüent limitació de drets fonamentals, etc. Així i tot, segons algunes enquestes el cop comptava amb el suport massiu de la població.
El director Chookiat Sakveerakul va declarar que la pel·lícula era un reflex del materialisme de la societat tailandesa.
| «                      | Hi ha moltes pel·lícules que només són per a divertir-se ... Jo estic més interessat en problemes socials i polítics, així que les meves pel·lícules es dirigeixen cap a això i també cap als problemes humans. Sobretot, les meves pel·lícules es dirigeixen cap al fet de ser humà, amb temes com l'amor i les obsessions d'un tipus o un altre. | » |
| — Chookiat Sakveerakul | |   |

## Influència posterior
Veient l'èxit creixent de la pel·lícula es va plantejar la possibilitat d'un remake. Si bé els drets de la cinta van ser inicialment adquirits per The Weistein Company, a la llarga, van ser els productors de la saga Paranormal Activity qui van realitzar l'adaptació. El 23 de febrer de 2011 a Bloody Disgusting horror es va publicar una notícia en la qual es comunicava que Jason Blum i Brian Kavanaugh-Jones havien adquirit els drets per a una versió en anglès de la pel·lícula, als EUA. Finalment, el 7 de març de 2014, veia la llum 13 Sins, la versió americana de 13 game sayawng, dirigida per Daniel Stamm i amb guió de David Birke i Daniel Stamm.